# Мариловцева
Мариловцева — деревня в Енисейском районе Красноярского края России. Входит в состав Малобельского сельсовета. Выделена в 1995 году из Подгорновского сельсовета.

## География
Деревня находится в юго-восточной части района, на правом берегу реки Кеми, на расстоянии приблизительно 20 километров (по прямой) к юго-западу от города Енисейска, административного центра района. Абсолютная высота — 90 метров над уровнем моря.
Климат
Климат характеризуется как резко континентальный, с морозной продолжительной зимой. Средняя температура самого тёплого месяца (июля) составляет 24,4 °С (абсолютный максимум — 37 °С). Средняя температура самого холодного месяца (января) — −27,7 °С (абсолютный минимум — −59 °С). Среднегодовое количество атмосферных осадков составляет 460 мм. В тёплый период года (с апреля по октябрь) выпадает около 77 % осадков.
Часовой пояс
Деревня Мариловцева находится в часовой зоне МСК+4. Смещение применяемого времени относительно UTC составляет +7:00.

## История
По данным 1926 года в населённом пункте имелось 57 хозяйств и проживало 216 человек (97 мужчин и 119 женщин). В национальном составе населения того периода преобладали русские. В административном отношении входила в состав Мало-Бельского сельсовета Енисейского района Красноярского округа Сибирского края.

## Население
| 2010 | 2016 |
| ---- | ---- |
| 4    | ↘3   |

Гендерный состав
По данным Всероссийской переписи населения 2010 года в гендерной структуре населения мужчины составляли 25 %, женщины — соответственно 75 %.
Национальный состав
Согласно результатам переписи 2002 года, в национальной структуре населения русские составляли 95 % из 39 чел.

## Улицы
Уличная сеть деревни состоит из одной улицы (ул. Центральная).